# Nadine Riesen
Nadine Andrina Riesen (* 11. April 2000 in St. Gallen) ist eine Schweizer Fussballspielerin. Sie steht bei Eintracht Frankfurt unter Vertrag und ist A-Nationalspielerin.

## Karriere

### Verein
Nadine Riesen wuchs in Niederteufen auf. Sie begann im Alter von 9 Jahren beim FC Bühler Fussball zu spielen und wurde zweimal Cupsiegerin bei den Juniorinnen (2014 und 2015). 2015 wechselte sie zum FC St.Gallen und schaffte auf Anhieb den Sprung in die erste Mannschaft. Ihr Debüt in der obersten Schweizer Liga gab sie am 15. August 2015 im Spiel gegen Yverdon-Sport. Riesen stand in der Startformation und wurde in der 69. Minute ausgewechselt. Das Team stieg Ende der Saison in die Nationalliga B ab. 2017 schloss sich der FC St. Gallen mit dem FC Staad zum FC St. Gallen-Staad zusammen. 2019 wechselte Riesen für zwei Saisons nach Bern zum BSC Young Boys und damit wieder in die Women’s Super League. 2021 wurde sie ins Team der Saison (die sogenannten Golden Eleven) gewählt. 2021 wechselte sie zum FC Zürich Frauen, mit dem sie gleich in der ersten Saison das Double gewann. In dieser Saison spielte sie auch erstmals in der Qualifikation zur Women’s Champions League. In der zweiten Saison erreichte sie mit dem Team die Gruppenphase der Champions League und gewann erneut den Schweizer Meistertitel. Ende August 2023 wurde sie vom Bundesligisten Eintracht Frankfurt verpflichtet, der sie vertraglich bis zum 30. Juni 2026 an sich band.

### Nationalmannschaft
Riesen durchlief sämtliche Juniorenauswahlen des Schweizerischen Fussballverbands. 2018 nahm sie an der U-19-Europameisterschaft teil. Sie wurde in allen drei Spielen eingesetzt, das Schweizer Team schied jedoch nach der Vorrunde aus. Am 14. Juni 2019 gab sie schliesslich im Alter von 19 Jahren ihr Debüt in der Schweizer A-Nationalmannschaft im Länderspiel gegen Serbien. Aufgrund einer Verletzung von Ella Touon wurde sie für das Kader der Europameisterschaft 2022 nachnominiert. Im zweiten Spiel gegen Schweden kam sie zu einem Teileinsatz. Sie nahm auch an der Weltmeisterschaft 2023 teil und kam in allen vier Spielen zum Einsatz. Im ersten Spiel wurde sie in der 90. Minute eingewechselt, ab dem zweiten Spiel stand sie jeweils in der Startformation. Die Schweiz schied im Achtelfinal aus.
Auch für die Europameisterschaft 2025 wurde sie in den Kader berufen. Sie stand bei allen vier Spielen der Schweizerinnen in der Startformation. Im ersten Spiel gegen Norwegen erzielte sie den Treffer zum 1:0. Die Schweiz erreichte den Viertelfinal.

## Erfolge
FC Zürich
- Schweizer Meisterin: 2022, 2023
- Schweizer Cupsiegerin: 2022